# Juzaine
Juzaine est un hameau de la commune belge de Durbuy situé en Région wallonne dans la province de Luxembourg.
Avant la fusion des communes, il faisait partie de la commune de Bomal.

## Situation
Le hameau se situe au bord de l'Aisne (rive droite) à la sortie du village de Bomal après le pont enjambant cette rivière. Il fait partie de la région calcaire de la Calestienne.
À l'ouest du hameau, la réserve naturelle du Mont des Pins occupe une colline boisée culminant à 280 m (Mont Pelé). Elle est essentiellement formée de calcaire dolomitique et enclavée entre les vallées de l'Aisne et de l'Ourthe.

## À voir
Les trouvailles de la grotte du Coléoptère témoignent d'une occupation humaine depuis l'époque magdalénienne (paléolithique supérieur). De petite taille, elle se trouve au pied d'une falaise de calcaire au lieu-dit Le Tombeux à l'est du hameau.
Au centre du hameau, la chapelle Saint-Denis datée de 1684 (linteau droit de la porte) possède entre autres un autel baroque à retable (XVIIIe siècle) et une statue de Saint-Denis datant de la fin du XVIe siècle. C'est un petit édifice de 8,10 m sur 5,10 m construit à l’initiative du curé de Juzaine pour les villageois. La chapelle a été entièrement bâtie grâce aux contributions et à l’aide en nature des habitants à qui elle était destinée.

## Histoire
Le village fut fortement touché par les inondations de juillet 2021.